# Nadine Morano

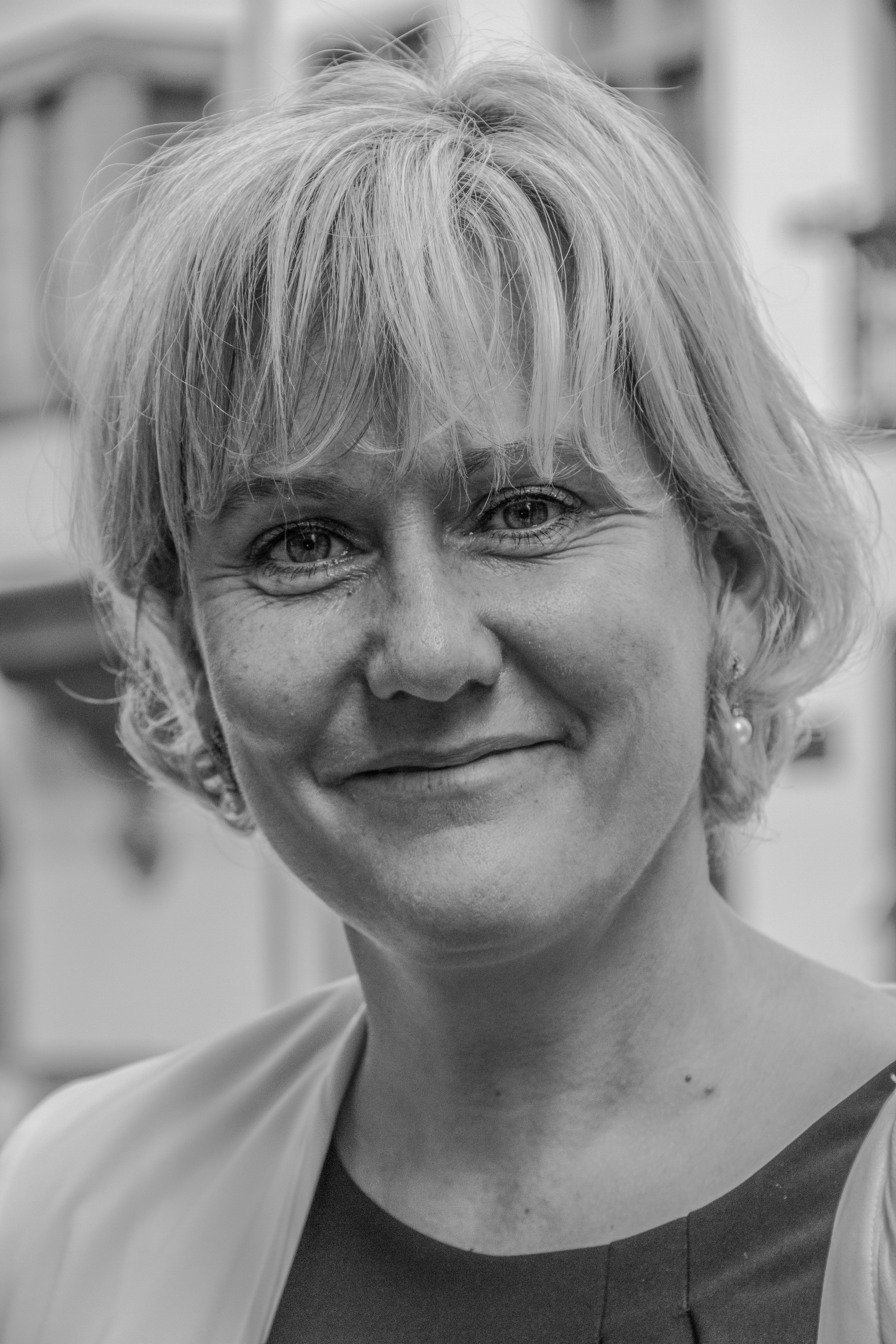
Nadine Morano

Nadine Morano (ur. 6 listopada 1963 w Nancy) – francuska polityk, minister w rządzie François Fillona, posłanka do Parlamentu Europejskiego VIII, IX i X kadencji.

## Życiorys
Uzyskała dyplom DESS z zakresu informacji, komunikacji i organizacji przedsiębiorstw. W latach 90. pracowała w administracji regionalnej w Lotaryngii, następnie w regionalnym parku naturalnym.
Od lat 80. działała w gaullistowskim Zgromadzeniu na rzecz Republiki. W 2002 wraz z tym ugrupowaniem dołączyła do Unii na rzecz Ruchu Ludowego. W 2002 i 2007 była wybierana w skład Zgromadzenia Narodowego z departamentu Meurthe i Mozela. W 2004 została radną Lotaryngii. 18 marca 2008 objęła stanowisko sekretarza stanu ds. rodziny w rządzie François Fillona. 14 listopada 2010 została ministrem ds. szkoleń zawodowych (podległym ministrowi pracy) w trzecim gabinecie tego samego premiera. Funkcję tę pełniła do 15 maja 2012. Nie uzyskała w tym samym roku poselskiej reelekcji.
W 2014 z ramienia UMP została wybrana na eurodeputowaną VIII kadencji. W 2019 i 2024 z powodzeniem ubiegała się o reelekcję.